# Adele Cambria
Adele Cambria, née à Reggio de Calabre le 12 juillet 1931 et morte à Rome le 5 novembre 2015, était une actrice, journaliste, écrivaine et féministe italienne.

## Biographie
Figure centrale de la culture italienne des années 1970 avec Camilla Cederna et Oriana Fallaci, proche de la gauche progressiste et du Parti radical de Marco Pannella, elle  soutient le mouvement féministe dès ses débuts.
Diplômée en droit de l'Université de Messine, elle devient journalisme en 1956 après avoir déménagé à Rome, où elle réside jusqu'à sa mort.
Auteur d'œuvres de fiction et de pièces de théâtre, elle est, avec Dacia Maraini, l'une des fondatrices du Théâtre della Maddalena à Rome. Amie de Pier Paolo Pasolini, elle est actrice dans plusieurs de ses films.
Elle fait ses débuts de journaliste dans le journal Il Giorno, dès sa création par Gaetano Baldacci, Elle collabore à de nombreux autres titres mais elle revient à Il Giornio 1985 et 1997. Elle participe à la création de Effe le premier magazine féministe en Italie en 1973 et la revue Noi donne de 1969 à 1999.
Elle collabore avec la télévision publique Rai depuis 1963. Elle réalise entre 2000 et 2003 pour la RaiSat trente-neuf émissions sur l'image télévisuelle de la femme. Elle réalise également trois émissions sur l'Italie du Sud consacrées respectivement à Ernesto de Martino, Maria Occhipinti et Reggio de Calabre.

## Films

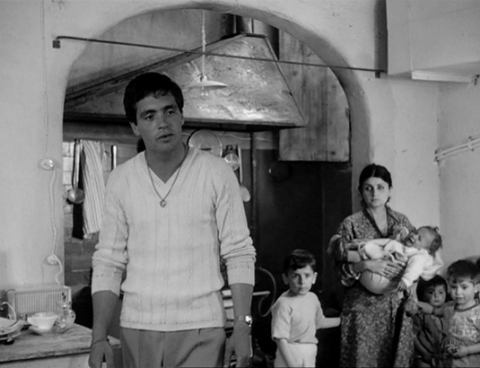
Accattone (Franco Citti et Adele Cambria)

- Accattone, réalisé par Pier Paolo Pasolini (1961)
- Enquête sur la sexualité Comizi d'amore, réalisé par Pier Paolo Pasolini (1965)
- Théoreme Teorema réalisé par Pier Paolo Pasolini (1968)
- Teresa la voleuse Teresa la ladra, réalisé par Carlo Di Palma (1973)

## Théâtre
- Nonostante Gramsci (première nationale au Teatro della Maddalena le 25 mai 1975)
- In principio era Marx - La moglie e la fedele governante (première au théâtre Bellini de Naples, 1980)
- La regina dei cartoni (présenté à l'Institut culturel italien de Los Angeles par le collectif de théâtre "Isabella Morra")

## Livres
- Maria Josè (Longanesi, biographie et journaux inédits de la dernière reine d'Italie, 1966)
- Dopo Didone (Cooperativa Prove 10, romanzo, 1974)
- Amore come rivoluzione - La risposta alle lettere dal carcere di Antonio Gramsci (Sugarco, contenant les lettres des trois sœurs Schucht, dont la plus jeune, Giulia, était la femme de Gramsci  1976)
- In principio era Marx (Sugarco, 1978)
- Il Lenin delle donne (Mastrogiacomo, 1981)
- L'Italia segreta delle donne (Newton Compton Editori, 1984)
- Nudo di donna con rovine (Pellicanolibri, romanzo, 1984)
- L'amore è cieco (Stampa Alternativa, racconti, 1995)
- Tu volevi un figlio carabiniere (Stampa Alternativa, écrit avec son fils Luciano Valli, 1997)
- Isabella. La triste storia di Isabella di Morra (Osanna Venosa, 1997)
- Storia d'amore e schiavitù (Marsilio, 2000)
- Nove dimissioni e mezzo (Donzelli editore, 2010)
- Istanbul. Il doppio viaggio, (Donzelli Editore, 2012  (ISBN 978-88-6036-713-6)
- In viaggio con la Zia, (Città del Sole edizioni, décembre 2012  (ISBN 978-88-7351-614-9)